# 13525 Paulledoux
13525 Paulledoux eller 1991 PG3 är en asteroid i huvudbältet som upptäcktes den 2 augusti 1991 av den belgiske astronomen Eric W. Elst vid La Silla-observatoriet. Den är uppkallad efter astrofysikern Paul Ledoux.
Asteroiden har en diameter på ungefär 9 kilometer